# アドルフ・ボルヒャース
アドルフ・ボルヒャース（Adolf Borchers、1913年2月10日 - 1996年2月9日）は、第二次世界大戦時のドイツ空軍のエース・パイロットであり、騎士鉄十字勲章受勲者である。エース・パイロットとは空中戦で5機以上の敵機を撃墜した軍人パイロットを呼び表す呼称である。弟のヴァルター・ボルヒャース少佐は第5夜間戦闘航空団/第III飛行隊（III./NJG 5）の飛行隊長時代の1944年10月29日に、兄のヘルマン・ボルヒャース 親衛隊大尉は第19装甲擲弾兵連隊/第I大隊の指揮官時代の1944年10月16日に騎士鉄十字勲章を授与された

## 経歴
アドルフ・ボルヒャースはリューネブルク近郊のヴェンドハウゼン（Wendhausen）で生まれ、1938年秋にコンドル軍団に入隊して伍長としてスペイン内戦に参加した。スペイン内戦終了後に第77戦闘航空団/第2飛行中隊（2./JG 77）に異動したが、この部隊は後に第51戦闘航空団/第11飛行中隊（11./JG 51）となった。この部隊でボルヒャースはポーランド侵攻、フランス侵攻、バトル・オブ・ブリテンを戦い、西部戦線で5機を撃墜した。バルバロッサ作戦中に更なる戦果を重ね、1941年末には撃墜記録を23機とした。将校に昇進後の1942年10月8日にJG 51/第11飛行中隊の中隊長になり、その年の末には合計戦果は38機となった。
1943年にボルヒャースは著名なスキーヤーであるクリストル・クランツと結婚した。
78機の戦果をもってボルヒャースは騎士鉄十字勲章を授与され、1944年6月11日に第52戦闘航空団/第I飛行隊（I./JG 52）の指揮を任された。7月26日には100機目となる戦果を挙げ、9月2日の118機目はJG 52の部隊としての1万機目の撃墜記録となった。1945年2月1日にJG 52/第III飛行隊の飛行隊長に異動となった。ボルヒャースは戦友と共にアメリカ軍へ投降したが、ソ連軍に引き渡されただけであった。
ボルヒャースは800回以上の作戦飛行に出撃し、公式記録として132機を撃墜した。その大多数は東部戦線で記録され、その内の5機はフランス侵攻とバトル・オブ・ブリテンでの戦果であった。
戦後、ボルヒャースと妻のクリストル・クランツはスキー・スクールを設立し、クランツはそれを1987年まで運営していた。

## 受勲
- 空軍名誉杯（1941年10月13日）[5]
- ドイツ十字章金章（1942年10月15日）：第51戦闘航空団／第11飛行中隊の中尉として[6]
- 鉄十字章（1939）
  - 2級
  - 1級
- 騎士鉄十字章（1944年11月22日）：第51戦闘航空団／第11飛行中隊の中隊長の大尉として[1][7]

## 参照
出典
1. 1 2  Fellgiebel 2000, p. 140.
2. ↑  Spick 1996, pp. 3–4.
3. ↑  Weal 2004, p. 117
4. ↑  Spick 1996, p. 230
5. ↑  Obermaier 1989, p. 92.
6. ↑  Patzwall and Scherzer 2001, p. 52.
7. ↑  Scherzer 2007, p. 235.

参考文献
- Fellgiebel, Walther-Peer (2000). Die Träger des Ritterkreuzes des Eisernen Kreuzes 1939-1945. Podzun-Pallas. ISBN 3-7909-0284-5.
- Obermaier, Ernst (1989). Die Ritterkreuzträger der Luftwaffe Jagdflieger 1939 - 1945 (in German). Mainz, Germany: Verlag Dieter Hoffmann. ISBN 3-87341-065-6.
- Patzwall, Klaus D. and Scherzer, Veit (2001). Das Deutsche Kreuz 1941 - 1945 Geschichte und Inhaber Band II. Norderstedt, Germany: Verlag Klaus D. Patzwall. ISBN 3-931533-45-X.
- Scherzer, Veit (2007). Die Ritterkreuzträger 1939–1945 Die Inhaber des Ritterkreuzes des Eisernen Kreuzes 1939 von Heer, Luftwaffe, Kriegsmarine, Waffen-SS, Volkssturm sowie mit Deutschland verbündeter Streitkräfte nach den Unterlagen des Bundesarchives (in German). Jena, Germany: Scherzers Miltaer-Verlag. ISBN 978-3-938845-17-2.
- Spick, Mike (1996). Luftwaffe Fighter Aces. Ivy Books. ISBN 0-8041-1696-2.
- Weal, John (2004). Aviation Elite Units Jagdgeschwader 52 The Experten. Osprey Publishing Limited. ISBN 1-84176-786-7.